# Xylose
Xylose (fra græsk) eller træsukker, C5H10O5, er et carbonhydrat, der udvindes fra træ og strå.
Pentose med smeltepunkt 144 grader. Fremstilles ved hydrolyse af gummi.